# Leif Garrett
Leif Garrett (né Leif Per Nervik). Il s’agit du fils du couple d’acteurs Rik Nervik et Carolyn Stella, et du frère de l’actrice Dawn Lyn. Garrett a grandi dans le milieu du show-business et a commencé dès l’enfance à jouer dans des films. Il obtient son premier rôle à huit ans dans le film Bob et Carole et Ted et Alice en 1969.C'est un acteur et chanteur américain, et une personnalité de la télévision. Il est devenu célèbre dans les années 1970 comme idole des jeunes, mais fut connu plus tard pour sa toxicomanie et des problèmes juridiques.
Dans la première moitié des années 70, il tourne essentiellement pour la télévision dans des séries, dont un épisode Gunsmoke. En parallèle, il apparaît au cinéma dans les trois volets de la saga Justice Sauvage (Walking Tall en VO). Il devient au cours de cette période une sorte d’idole des jeunes et sort son premier album en 1977. En 1976 et 1977, il apparaît dans deux westerns israélo-italiens, Les impitoyables et Les cavaliers du diable.
Ensuite, on peut le voir dans le film sportif Skateboard en 1978, ainsi que dans le film musical Sergeant Pepper’s Lonely Hearts Club Band. A la fin des années 70 , il renoue avec la télévision et apparaît dans des épisodes de Wonder Woman. Il a joué dans les deux premiers épisodes de la saison 3 de la série CHiPs. En 1983, il obtient un petit rôle dans Outsiders de Francis Ford Coppola ou il joue le rôle du Soc poignardé par Ralph Macchio. S’ensuivent en 1985  le drame musical Thunder Alley et le film d’horreur Poupées de chair en 1988. Il fera diverses petites apparitions au cinéma et à la télévision jusqu’en 2009 avec la comédie Fish Mich.